# Liste der Kulturdenkmäler in Bockenheim an der Weinstraße
In der Liste der Kulturdenkmäler in Bockenheim an der Weinstraße sind alle Kulturdenkmäler der rheinland-pfälzischen Ortsgemeinde Bockenheim an der Weinstraße aufgeführt. Grundlage ist die Denkmalliste des Landes Rheinland-Pfalz (Stand: 19. Dezember 2024).

## Denkmalzonen
| Bezeichnung                          | Lage | Baujahr | Beschreibung | Bild            |
| ------------------------------------ | --- | ------- | --- | --------------- |
| Denkmalzone Emichsburg               | Kleinbockenheim, Schlossweg 8 Lage | 1593    | ummauertes Winzergut einschließlich Wingert in der Nachfolge eines mittelalterlichen Wirtschaftsgutes, das ab 1593 zur Schlossanlage ausgebaut wurde; Einfahrtstor und Einfassungsmauer 16. oder 17. Jahrhundert, Reste des Schlosses 17. oder 18. Jahrhundert, Gartenpavillon 18. Jahrhundert, Wohngebäude erstes Viertel des 19. Jahrhunderts, Scheune 1893                               | Fotos hochladen |
| Denkmalzone Ortskern Kleinbockenheim | Kleinbockenheim, Leininger Ring 111–125 (ungerade Nummern) und 62–76 (gerade Nummern), Schlossweg 1, 2 und 4–17, Schlosstreppe 4 und 6 Lage |         | Die Denkmalzone umfasst das herrschaftliche Areal mit Emichsburg und Martinskirche, am Hangfuß die Hauptstraße des Dorfes und die am Hang gelegene Zwischenzone. Anschauliches Bild eines pfälzischen Bauern- und Winzerdorfes mit der gesamten Bandbreite dorftypischer Bauten, wie große Gehöfte, kleinere Anwesen und Kellerbauten, Kirche, ehemaligem Pfarrhaus, Schulhaus und Rathaus. | Fotos hochladen |

## Einzeldenkmäler
| Bezeichnung                      | Lage                                                                   | Baujahr                                      | Beschreibung | Bild                           |
| -------------------------------- | ---------------------------------------------------------------------- | -------------------------------------------- | --- | ------------------------------ |
| Eckquader                        | Großbockenheim, Stiegelgasse, an Nr. 1 Lage                            | spätes 16. oder frühes 17. Jahrhundert       | Eckquaderung, spätes 16. oder frühes 17. Jahrhundert | BW                             |
| Spolie                           | Großbockenheim, Stiegelgasse, an Nr. 2 Lage                            | 18. Jahrhundert                              | Volutenstein, spätbarock, 18. Jahrhundert | BW                             |
| Katholische Kirche St. Lambertus | Großbockenheim, Stiegelgasse 10 Lage                                   | 1936                                         | Saalbau im Heimatstil mit mittelalterlichen und barockisierenden Motiven, 1936, Architekten Willi Schönwetter und Otto Schaltenbrand; in den Außenanlagen Pfarrergrab; in 1936 bezeichneter Nische Skulptur (hl. Josef); Grabkreuz Pfarrer Joseph Max von Vallade († 1882); Wappen des Speyerer Bischofs Ludwig Sebastian                          | weitere Bilder Fotos hochladen |
| Spolie                           | Großbockenheim, Stiegelgasse, an Nr. 12 Lage                           |                                              | romanisches Friesfragment | BW                             |
| Protestantisches Pfarrhaus       | Großbockenheim, Weinstraße 35 Lage                                     | 1740                                         | repräsentativer spätbarocker Walmdachbau, 1740, Hoftor bezeichnet 1603 | BW                             |
| Protestantische Lambertskirche   | Großbockenheim, Weinstraße 39 Lage                                     | Mitte des 12. Jahrhunderts                   | romanischer Turm mit reicher Bauplastik, wohl aus der Mitte des 12. Jahrhunderts; barocker Saalbau, 1710; ehemaliger Friedhof mit in der Umfriedung eingemauerten barocken Grabsteinen sowie weiteren Grabmälern | weitere Bilder Fotos hochladen |
| Kriegerdenkmal                   | Großbockenheim, Weinstraße, bei Nr. 39 Lage                            | 1934                                         | Kriegerdenkmal für die Gefallenen des Ersten Weltkriegs, Soldat, 1934, Bildhauer Jakob Jausel | Fotos hochladen                |
| Kelleranlagen                    | Großbockenheim, Weinstraße, bei Nr. 39 Lage                            | 16. bis 19. Jahrhundert                      | im Hang Kelleranlagen mit Rundbogenpforten, vor allem Weinstraße 45 von 1775, Nr. 43 von 1595 und 1895, Kirchgasse 5 bezeichnet 1567 (?) | BW                             |
| Hofanlage                        | Großbockenheim, Weinstraße 46 Lage                                     | ab dem 17. Jahrhundert                       | Winzerhof, im Kern älterer Torhausbau, Mitte des 19. Jahrhunderts, Treppenturm um 1600, Scheune bezeichnet 1859, [1]726 bezeichnete Spolie in der Ökonomie | BW                             |
| Schul- und Rathaus               | Großbockenheim, Weinstraße 53 Lage                                     | 1832                                         | ehemaliges Schul- und Rathaus; klassizistischer Walmdachbau, 1832, Architekt Johann Bernhard Spatz | weitere Bilder Fotos hochladen |
| Hofanlage                        | Großbockenheim, Weinstraße 73 Lage                                     | frühes 19. Jahrhundert                       | Hofanlage, frühes 19. Jahrhundert; nachbarockes Fachwerkhaus, teilweise massiv, bezeichnet 1820, Torfahrt bezeichnet 1827 (renoviert); am Gesindehaus ehemalige Kellerpforte (Spolie), bezeichnet 1755; straßenbildprägend | BW                             |
| Grabmäler                        | Großbockenheim, südlich des Ortes an der B 271 auf dem Friedhof Lage   | Ende des 19. und Anfang des 20. Jahrhunderts | wohl Anfang des 19. Jahrhunderts angelegter umfriedeter Friedhof; Grabmäler: G. Ph. Griebel († 1905), Christuskopf; Familie Klingel, galvanoplastisches Relief, bezeichnet 1911; Eichenstumpf, spätes 19. Jahrhundert; Familie Machwirth (ab 1925), neuklassizistisch; Familie Böll (ab 1898), späthistoristisch                                   | BW                             |
| Wingerthäuschen                  | Großbockenheim, südwestlich des Ortes; Flur Goldgrube Lage             | 18. oder 19. Jahrhundert                     | Wingerthäuschen, Rundbau mit Flachkuppel, 18. oder 19. Jahrhundert | BW                             |
| Wingerthäuschen                  | Großbockenheim, südwestlich des Ortes; Flur Sonnenberg Lage            | 18. oder 19. Jahrhundert                     | Wingerthäuschen, flachgedeckter Rundbau, 18. oder 19. Jahrhundert | BW                             |
| Heiligenkirche                   | Großbockenheim, westlich des Ortes; Flur Heiligen Kirche Lage          | 1741                                         | sogenannte Heiligenkirche; Wallfahrtskapelle mit Quellenheiligtum, ehemalige Unterkirche; in den Hang gebauter Rechteckraum mit aufwändiger Fassade, bezeichnet 1741 | weitere Bilder Fotos hochladen |
| Wingerthäuschen                  | Großbockenheim, westlich des Ortes; Flur Sonnenberg Lage               | 18. oder 19. Jahrhundert                     | Wingerthäuschen, überkuppelter Rundbau, 18. oder 19. Jahrhundert | BW                             |
| Wingerthäuschen                  | Großbockenheim, westlich des Ortes; Flur Sonnenberg Lage               | 18. oder 19. Jahrhundert                     | Wingerthäuschen, Rundbau mit Plattform und Zinnenabschluss, 18. oder 19. Jahrhundert | BW                             |
| Grabmäler                        | Kleinbockenheim, Amselweg, auf dem Friedhof Lage                       | 18. bis 20. Jahrhundert                      | Friedhof angelegt im frühen 19. Jahrhundert, vollständig von einer Bruchsteinmauer eingefasst; mehrere Grabmäler des 18. bis 20. Jahrhunderts | BW                             |
| Treppenanlage                    | Kleinbockenheim, An der Schlosstreppe Lage                             | 19. Jahrhundert                              | Treppenanlage, 19. Jahrhundert | BW                             |
| Protestantisches Pfarrhaus       | Kleinbockenheim, An der Schlosstreppe 6 Lage                           | 1762                                         | ehemaliges protestantisches Pfarrhaus, Hofanlage; spätbarocker Krüppelwalmdachbau, bezeichnet 1762, Bruchsteinscheune bezeichnet 1826 | BW                             |
| Spolie                           | Kleinbockenheim, Leininger Ring, an Nr. 46 Lage                        |                                              | mittelalterliches (romanisches?) Fensterchen | BW                             |
| Rathaus                          | Kleinbockenheim, Leininger Ring 62 Lage                                | 1846                                         | klassizistischer Walmdachbau, 1846; Spolie, bezeichnet 1574 | BW                             |
| Hofanlage                        | Kleinbockenheim, Leininger Ring 64 Lage                                | 1756                                         | anspruchsvolle spätbarocke Hofanlage; Torhausbau mit Mansarddach, bezeichnet 1756; Gewölbekeller, einer bezeichnet 1600; Scheunen, eine bezeichnet 1844 | BW                             |
| Hofanlage                        | Kleinbockenheim, Leininger Ring 66 Lage                                | spätes 17. oder frühes 18. Jahrhundert       | Hakenhof; hofseitig Zierfachwerk, spätes 17. oder frühes 18. Jahrhundert, Fassadenumbau um 1900, Hoftor ehemals bezeichnet 1701; straßenbildprägend | BW                             |
| Hofanlage                        | Kleinbockenheim, Leininger Ring 79 Lage                                | um 1900                                      | Winzerhof, weitläufige gründerzeitliche Anlage, um 1900; villenartiges Wohnhaus, bezeichnet 1904, Wirtschaftsbauten 1896 | BW                             |
| Pforte                           | Kleinbockenheim, Leininger Ring, an Nr. 88 Lage                        | 1540                                         | Pforte, bezeichnet 1540, Spolie | BW                             |
| Portal                           | Kleinbockenheim, Leininger Ring, an Nr. 97 Lage                        | 1776                                         | Portalsturz, spätbarock, bezeichnet 1776 | BW                             |
| Hofanlage                        | Kleinbockenheim, Leininger Ring 111 Lage                               | 1833                                         | Hofanlage; stattlicher Torhausbau, teilweise Fachwerk, bezeichnet 1833, Spolie aus der ersten Hälfte des 17. Jahrhunderts; ehemaliger Stall mit Mansarddach und vermauerter Kellerpforte, bezeichnet 1576 | BW                             |
| Hofanlage                        | Kleinbockenheim, Leininger Ring 117 Lage                               | 17. oder 18. Jahrhundert                     | stattliche barocke Hofanlage; barocker Mansarddachbau, Wirtschaftsbauten überwiegend aus dem 19. Jahrhundert | BW                             |
| Spolie                           | Kleinbockenheim, Leininger Ring, an Nr. 123 Lage                       | erste Hälfte des 17. Jahrhunderts            | Pfortenfragment, Renaissance, erste Hälfte des 17. Jahrhunderts | BW                             |
| Protestantische Martinskirche    | Kleinbockenheim, Schlossweg 10 Lage                                    | 11. Jahrhundert                              | kreuzförmige Anlage, im Kern aus dem 11. Jahrhundert (?), spätgotischer Umbau vom Anfang des 16. Jahrhunderts, Glockenturm im Kern aus der Mitte des 12. Jahrhunderts, Obergeschosse gotisch, nach 1460, Glockengeschoss wohl nach 1688, Zinnenkranz wohl von 1806; umfriedeter Kirchhof: Kriegerdenkmal, Ovalzylinder, um 1930; barocke Grabmäler | weitere Bilder Fotos hochladen |
| Keller                           | Kleinbockenheim, Schlossweg, zu Nr. 17 Lage                            | 1601                                         | Gewölbekeller, zugehörige Pforte bezeichnet 1601 | BW                             |
| Schaffnerei                      | Kleinbockenheim, Weinstraße ohne Nummer Lage                           | 16. Jahrhundert                              | ehemalige Schaffnerei; ummauertes Wingert- und Gartengrundstück, Reste einer 1150/96 gegründeten Hofanlage, Hochkeller wohl aus dem 16. Jahrhundert, Pforte des 16. oder 17. Jahrhunderts, Mauern entlang der Weinstraße aus dem 19. Jahrhundert                                                                                                   | Fotos hochladen                |
| Neuhäusel                        | Kleinbockenheim, Weinstraße 93 Lage                                    | erste Hälfte des 18. Jahrhunderts            | repräsentativer spätbarocker Walmdachbau, erste Hälfte des 18. Jahrhunderts, Anbau 1863; Spolie (Ofensockelstein) bezeichnet 1577 | BW                             |
| Kilometerstein                   | Kleinbockenheim, nördlich des Ortes an der B 271; Flur Kieselberg Lage | um 1872                                      | Kilometerstein, Säulenstumpf, um 1872 | Fotos hochladen                |
| Wingerthäuschen                  | Kleinbockenheim, nördlich des Ortes; Flur Dom Lage                     | 18. oder 19. Jahrhundert                     | Wingerthäuschen, Rundbau mit flachkegelförmiger Bedachung, 18. oder 19. Jahrhundert | BW                             |
| Wingerthäuschen                  | Kleinbockenheim, nördlich des Ortes; Flur Haßmannsberg Lage            |                                              | Wingerthäuschen, Rundbau mit Spitzkuppel | BW                             |
| Wingerthäuschen                  | Kleinbockenheim, nordöstlich des Ortes; Flur Am Mohrenstein Lage       | 18. oder 19. Jahrhundert                     | Wingerthäuschen, Rundbau mit kuppeligem Abschluss, 18. oder 19. Jahrhundert | BW                             |
| Wingerthäuschen                  | Kleinbockenheim, nordöstlich des Ortes; Flur Anzenborn Lage            | 18. oder 19. Jahrhundert                     | Wingerthäuschen, Rundbau mit kegelförmiger Kuppel, 18. oder 19. Jahrhundert | BW                             |
| Wingerthäuschen                  | Kleinbockenheim, nordöstlich des Ortes; Flur Auf der Herrenmauer Lage  | 18. oder 19. Jahrhundert                     | Wingerthäuschen, Rundbau mit kegelförmiger Bedachung, 18. oder 19. Jahrhundert | BW                             |
| Wingerthäuschen                  | Kleinbockenheim, nordöstlich des Ortes; Flur Im Steinert Lage          | 18. oder 19. Jahrhundert                     | Wingerthäuschen, Rundbau mit kegelförmiger Kuppel, 18. oder 19. Jahrhundert | BW                             |
| Wingerthäuschen                  | Kleinbockenheim, nordwestlich des Ortes; Flur Vogelgesang Lage         | 18. oder 19. Jahrhundert                     | Wingerthäuschen, Rundbau mit kegelförmiger Bedachung, 18. oder 19. Jahrhundert | BW                             |